# José María de Azcárate Ristori
José María de Azcárate Ristori (Vigo, 18 de abril de 1919-Madrid, 22 de agosto de 2001) fue un profesor e historiador de arte español.

## Biografía
José María de Azcárate nació en Vigo en 1919 y estudió Filosofía y Letras en las Universidades de Sevilla y Madrid, doctorándose en esta última. Amplió sus estudios en Italia con una beca de la Real Academia de la Historia. Accedió a catedrático de Historia del Arte de la Universidad de Santiago de Compostela en 1949, pasó después a la de Valladolid para finalizar su carrera docente en la Complutense de Madrid, donde fue director del Departamento de Arte Medieval Árabe. En la Universidad Complutense desempeñó el cargo de decano entre 1967 y 1970, de nuevo, entre 1981 y 1986 y llegó a ocupar el cargo de vicerrector de 1970 a 1972.
Fue discípulo del arqueólogo e historiador Manuel Gómez-Moreno y fue especialista en arte medieval castellano y en escultura del renacimiento. En 1974 ingresó en la Real Academia de Bellas Artes de San Fernando y perteneció a la Hispanic Society de Nueva York, al Instituto de Estudios Madrileños, a la Academia de Arte y de Historia de San Dámaso y varias instituciones provinciales. Además se le había concedido la Medalla de Oro a las Bellas Artes en 1991, y la insignia de oro de Santiago de Compostela. Premio Nacional de Literatura en 1961 por el ensayo "Alonso Berruguete".